# 5536 Honeycutt
5536 Honeycutt è un asteroide della fascia principale. Scoperto nel 1955, presenta un'orbita caratterizzata da un semiasse maggiore pari a 2,2491378 UA e da un'eccentricità di 0,0941462, inclinata di 6,78234° rispetto all'eclittica.